# Francisco Pardal
Francisco Pardal (16 de enero de 1991) es un deportista portugués que compite en ciclismo de montaña en la disciplina de descenso. Ganó una medalla de oro en el Campeonato Europeo de Ciclismo de Montaña de 2018.

## Palmarés internacional
| Campeonato Europeo | Campeonato Europeo | Campeonato Europeo | Campeonato Europeo |
| Año                | Lugar              | Medalla            | Competición        |
| ------------------ | ------------------ | ------------------ | ------------------ |
| 2018               | Lousã (Portugal)   | Medalla de oro     | Descenso           |